# Soum de Barroude
Pour les articles homonymes, voir Soum et Barroude (homonymie).
Le soum de Barroude (en espagnol soum de Barrosa) est un sommet des Pyrénées, situé sur la frontière franco-espagnole entre les Hautes-Pyrénées, en région Occitanie, et la province de Huesca dans la communauté d'Aragon, qui culmine à 2 674 mètres d'altitude dans le massif de la Munia.

## Toponymie
Soum est un terme occitan signifiant « sommet », très usité dans les toponymes pyrénéens. En occitan, barroude dérive de barris, barrat désignant un lieu fermé délimité de toutes parts, dont l'accès est interdit par des barres rocheuses, ou par des pentes et des sommets difficilement accessibles.

## Géographie
Il est situé entre le département des Hautes-Pyrénées en vallée d'Aure en partie sud dans la vallée de la Géla sur la commune d'Aragnouet et la vallée de Bielsa en Espagne.

### Topographie
Il est situé à l'est du port de Barroude, au sud du pic de Port-Vieux et à l'est de Barroude.

### Hydrographie
Le sommet délimite la ligne de partage des eaux entre le bassin de la Garonne côté nord, qui se déverse dans l'Atlantique, et le bassin de l'Èbre, qui coule vers la Méditerranée côté sud.

## Voies d'accès
Côté français en direction du port de Barroude par depuis le premier virage en épingle à cheveux de la route (D 173) qui monte au tunnel Aragnouet-Bielsa, après le carrefour D 173-D 118, se détache, à 1 390 m d'altitude, une piste qui remonte la vallée sur son flanc droit en direction du refuge de Barroude (2 373 m) au bord du lac de Barroude (2 355 m) au pied du col.
Côté espagnol, le pic donne accès au cirque de Barrosa et son rio Barrosa dans la vallée de Bielsa où l'on peut rejoindre Aínsa-Sobrarbe.

## Protection environnementale
Le soum est situé dans le parc national des Pyrénées et fait partie d'une zone naturelle protégée, classée ZNIEFF de type 1 : haute vallée d'Aure en rive droite, de Barroude au col d'Azet.